# Adam Tarło (1713–1744)

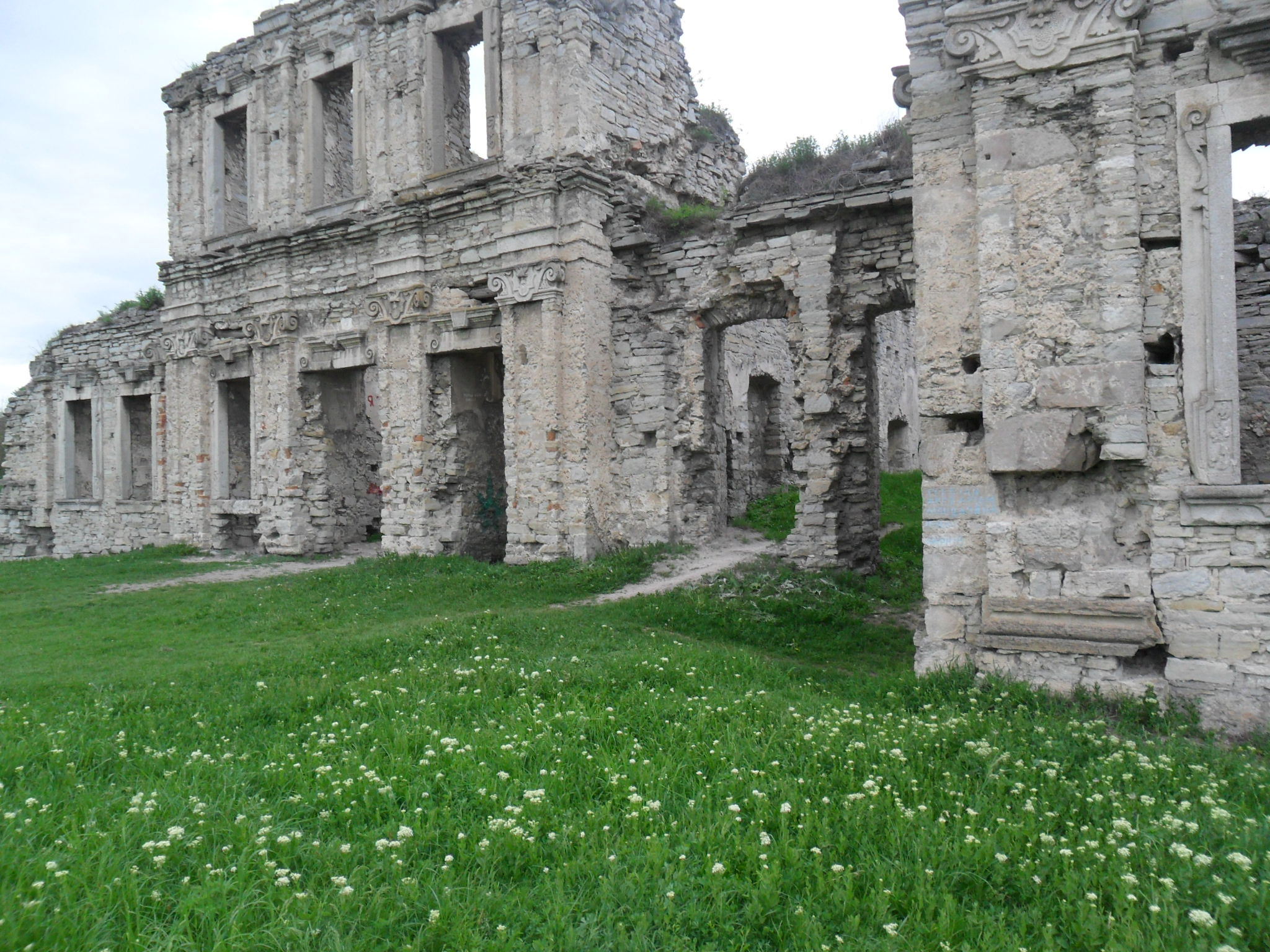
Pałac Adama Tarły na zamku w Skale Podolskiej

Adam Tarło herbu Topór (ur. 1713, zm. 16 marca 1744) – wojewoda lubelski od 1736, starosta jasielski, drohobycki, zwoleński i doliński, marszałek konfederacji dzikowskiej, marszałek Trybunału Skarbowego Koronnego w 1737, stronnik króla Stanisława Leszczyńskiego, przywódca opozycji wobec Augusta III.

## Życiorys
Urodził się w rodzinie Stanisława Tarło (zm. 1721), kuchmistrza koronnego i Anny Tarło z Podhajec (1674–1751), córki Kazimierza (zm. 1690), starosty gostyńskiego. Do rodzeństwa należeli: Antoni (1717–1759), kasztelan lubaczowski i Franciszka, późniejsza żona Wawrzyńca Lanckorońskiego (zm. 1751), rotmistrza chorążego pancernego. Dziad jego Adam Tarło (zm. 1710), pełnił obowiązki wojewody smoleńskiego, pradziad Zygmunt Aleksander (zm. 1654), był kasztelanem przemyskim. Po roku 1728 poślubił wdowę po hetmanie wielkim koronnym i wojewodzie mazowieckim Stanisławie Chomętowskim, Dorotę Tarło (zm. 1756). Dorota Tarło była córką Karola (1640–1703), wojewody lubelskiego. Małżeństwo było bezdzietne.
Adam Tarło w wieku 18 lat został rotmistrzem pancernym i deputatem do Trybunału Głównego Koronnego. Posłował na sejm 1733, potem był obecny na sejmie konwokacyjnym oraz elekcyjnym. Jako poseł na sejm konwokacyjny 1733 roku z województwa lubelskiego był członkiem konfederacji generalnej zawiązanej 27 kwietnia 1733 roku na tym sejmie. W 1733 roku podpisał elekcję Stanisława Leszczyńskiego. W czasie trwania konfederacji dzikowskiej sprawował funkcję marszałka generalnego, wcześniej będąc marszałkiem województwa sandomierskiego. Wybór na marszałka generalnego konfederacji zawdzięczał Janowi Tarle.
Po konfederacji Adam Tarło starał się o marszałkostwo sejmu pacyfikacyjnego, jednakże laskę sejmu objął wówczas Wacław Rzewuski. W 1736 w wieku 23 lat został mianowany wojewodą lubelskim. Był najmłodszym wojewodą w historii Polski. Rok później w 1737 został marszałkiem Trybunału Skarbowego Radomskiego. 10 lipca 1737 roku podpisał we Wschowie konkordat ze Stolicą Apostolską. W latach 1738–1741 przebywał we Francji, gdzie pełnił służbę w wojsku. Tam popadł w konflikt z Kazimierzem Poniatowskim, a po powrocie do Polski zaogniły się jego stosunki z całą Familią. Powodem konfliktu było nielegalne adoptowanie Anny Lubomirskiej, ukochanej Adama. Na tym tle zaostrzyły się także jego stosunki z Poniatowskim, z którym doszło nawet do nierozstrzygniętego pojedynku na balu u marszałka wielkiego koronnego Franciszka Bielińskiego. Tarło pod nieobecność Antoniego Lubomirskiego w Trybunale Radomskim, wydał dekret uderzający w regiment dragonii w Warszawie (komendantem był August Aleksander Czartoryski). Nie udało mu się jednak zaszkodzić zbytnio Familii. Potem w listopadzie 1743 roku obwiniał Czartoryskich o wypuszczenie paszkwilu na jego temat (Szpieg pospolity i polityczny). Sprawa została skierowana do Trybunału Koronnego, jednak do procesu nigdy nie doszło, gdyż Adam Tarło zginął w wyniku pojedynku z Kazimierzem Poniatowskim 16 marca 1744, w niejasnych do dzisiaj okolicznościach, prawdopodobnie dobity przez jednego ze sług Czartoryskich pod Warszawą.
Pojedynek Kazimierza Poniatowskiego i Adama Tarły został dokładnie opisany w Pamiętnikach Adama Moszczeńskiego i Jędrzeja Kitowicza. Biografia została zamieszczona w „Pamiętnikach historycznych” (wyd. Warszawa, 1861, tom II) przez Leopolda Huberta.